# Скифяника
Скифяника (на гръцки: Σκυφιάνικα) е село в Република Гърция, област Пелопонес, дем Източен Мани. Селото има население от 35 души (2001).

## Личности
Родени в Скифяника
- Киприан Пулакос (1898 – 1975), гръцки духовник